# Георг (князь Шаумбург-Липпе)
Штефан Альбрехт Георг Шаумбург-Липпский (нем. Stephan Albrecht Georg zu Schaumburg-Lippe; 10 октября 1846, Бюккебург, Нижняя Саксония — 29 апреля 1911, Бюккебург, Нижняя Саксония) — князь Шаумбург-Липпе в 1893—1911 годах.

## Биография
Князь Георг Шаумбург-Липпский — сын князя Адольфа I Георга Шаумбург-Липпского и Гермины Вальдек-Пирмонтской, дочери князя Георга II Вальдек-Пирмонтского и Эммы Ангальт-Бернбург-Шаумбург-Хоймской. 
Получил военное образование. Служил в Бюккебурге в Вестфальском егерском батальоне в звании капитана. Как и отец, принимал участие в военном походе во Францию в 1870—1871 годах, затем служил в 11-м гусарском полку в Дюссельдорфе. В 1876—1879 годах служил в гвардейском гусарском полку в Потсдаме. После смерти отца в 1893 году стал правителем Шаумбург-Липпе.

## Семья
16 апреля 1882 года в Альтенбурге Георг Шаумбург-Липпский женился на Марии Анне Саксен-Альтенбургской, дочери принца Морица Саксен-Альтенбургского и Августы Саксен-Мейнингенской. В браке родились:
- Адольф II (1883—1936), женат на Эллен Бишофф-Кортхаус (1894—1936), детей в браке не было
- Мориц Георг (1884—1920), не был женат, детей не оставил
- Пётр (1886) - умер во младенчестве
- Вольрад (1887—1962), женат на принцессе Батильде Шаумбург-Липпской (1903—1983), 4 детей
- Стефан (1891—1965), женат на герцогине Ингеборге Ольденбургской (1901—1996), 3 детей
- Генрих (1894—1952), женат на графине Марии Эрике фон Гарденберг (1903—1964), 3 детей
- Маргарита (1896—1897) - умерла во младенчестве
- Фридрих Кристиан Шаумбург-Липпе (1906—1983), женат на графине Александре Кастель-Рюденхаузенской (1904—1961), затем на принцессе Марии-Луизе Шлезвиг-Гольштейн-Зондербург-Глюксбургской (1908—1969), затем на Хелене Майр (1913—2006), 3 детей от первого брака
- Елизавета (1908—1933), замужем за Бенвенуто Гауптманом (1900—1965), сыном лауреата Нобелевской премии по литературе Герхарта Гауптмана (развод), затем за фрайхерром Иоганном Геррингом фон Франкенсдорфом (1891—1971), умерла в возрасте 23 лет, 2 детей от первого брака